# Northdown
Northdown är en stadsdel i Margate, i distriktet Thanet, i grevskapet Kent, i England. Northdown var en civil parish 1894–1913 när blev den en del av Garlinge. Civil parish hade 353 invånare år 1911.